# Elektrochemische Triebkraft
Als elektrochemische Triebkraft für ein bestimmtes Ion bezeichnet man in der Physiologie eine bestimmte elektrische Spannung, nämlich die Differenz zwischen dem Membranpotential und dem Gleichgewichtspotential für dieses Ion. 
Wie ein Spannungsunterschied in der Elektrotechnik die Stromstärke durch einen konstanten Widerstand bestimmt, so  bestimmt die elektrochemische Triebkraft die Stärke des Ionenflusses durch eine gegebene Anzahl geöffneter Ionenkanäle: je größer die elektrochemische Triebkraft, umso größer der Ionenfluss durch den einzelnen Ionenkanal. 
Der Membranstrom {\displaystyle I_{i}}, der durch das Ion der Sorte i zu einem bestimmten Zeitpunkt getragen wird, hängt also folgendermaßen vom Membranpotential {\displaystyle V_{m}} und Gleichgewichtspotential {\displaystyle E_{i}} dieses Ions ab:
{\displaystyle I_{i}=g_{i}\cdot (V_{m}-E_{i})}
mit
- der elektrochemischen Triebkraft {\displaystyle V_{m}-E_{i}} für das Ion i
- der Membranleitfähigkeit {\displaystyle g_{i}} für das Ion i. Sie ist das Produkt aus der Anzahl offener Ionenkanäle für das Ion i und der Leitfähigkeit eines einzelnen solchen Kanals für das Ion i.

Die elektrochemische Triebkraft hat nicht nur eine Amplitude, sondern auch eine Richtung. Sie ist so gerichtet, dass bei Öffnung eines Ionenkanals, der für ein bestimmtes Ion spezifisch ist, sich das Membranpotential in Richtung des Gleichgewichtspotentials für dieses Ion verändert.